# Lisi
Lisi (gruzínsky ლისის ტბა, Lisis tba) je jezero v Gruzii, na západě hlavního města Tbilisi.
Rozloha jezera je 0,47 km², maximální hloubka 4 metry, objem 1,22 milionů m³. Zdrojem vody je voda dešťová, sněhová a podzemní. Na jaře se hladina jezera zvyšuje a na podzim klesá. V létě voda je teplá, maximální teplota 28 °C. V zimě na povrchu vody bývá tenký led. Voda je trochu slaná (obsah rozpuštěných minerálních látek ve vodě je 2695 mg/l). Ve vodě žijí ryby.
Obyvatelé Tbilisi jezero využívají k vodním sportům či rybaření.